# Trường Trung học phổ thông chuyên Lê Khiết
Trường Trung học Phổ thông Chuyên Lê Khiết là một trường trung học phổ thông chuyên công lập tại tỉnh Quảng Ngãi. Trường được thành lập vào năm 1945 với tên gọi là trường trung học Lê Khiết. Hiện nay đây là trường chuyên duy nhất tại tỉnh Quảng Ngãi, thu hút học sinh giỏi trên địa bàn tỉnh. Trường có nhiều học sinh đạt giải trong các kì thi học sinh giỏi quốc gia và khu vực miền Trung – Nam Bộ.

## Lịch sử
Ngày 01/10/1945, Trường trung học Lê Khiết ra đời dưới sự lãnh đạo của nhà giáo Nguyễn Vỹ. Trong suốt 10 năm tồn tại và hoạt động, trường đã đào tạo được 3.419 học sinh. Đến ngày 30/4/1955, trường giải thể sau Hiệp định Genève.
Năm 1989, tỉnh Quảng Ngãi tái lập trên cơ sở tách ra từ tỉnh Nghĩa Bình. Trường được tái lập với kì khai giảng khóa đầu tiên vào ngày 05/09/1990.
Tháng 7 năm 1993, trường THPT Lê Khiết (tái lập) sáp nhập với Trường chuyên cấp 2 – 3 tỉnh để thành lập trường THPT Chuyên Lê Khiết ngày nay.
Từ khi tái lập đến nay, trường đã được trao tặng Huân chương Lao động hạng Nhì, Huân chương Lao động hạng Nhất và Huân chương Độc lập hạng Ba.

Năm 2011, Liên hiệp các Hội Khoa học và Kỹ thuật, trung ương Đoàn, Bộ Giáo dục và Đào tạo công nhận trường là đơn vị xuất sắc “biểu tượng vàng đào tạo nguồn nhân lực” toàn quốc lần thứ Nhất.
Tên Trường

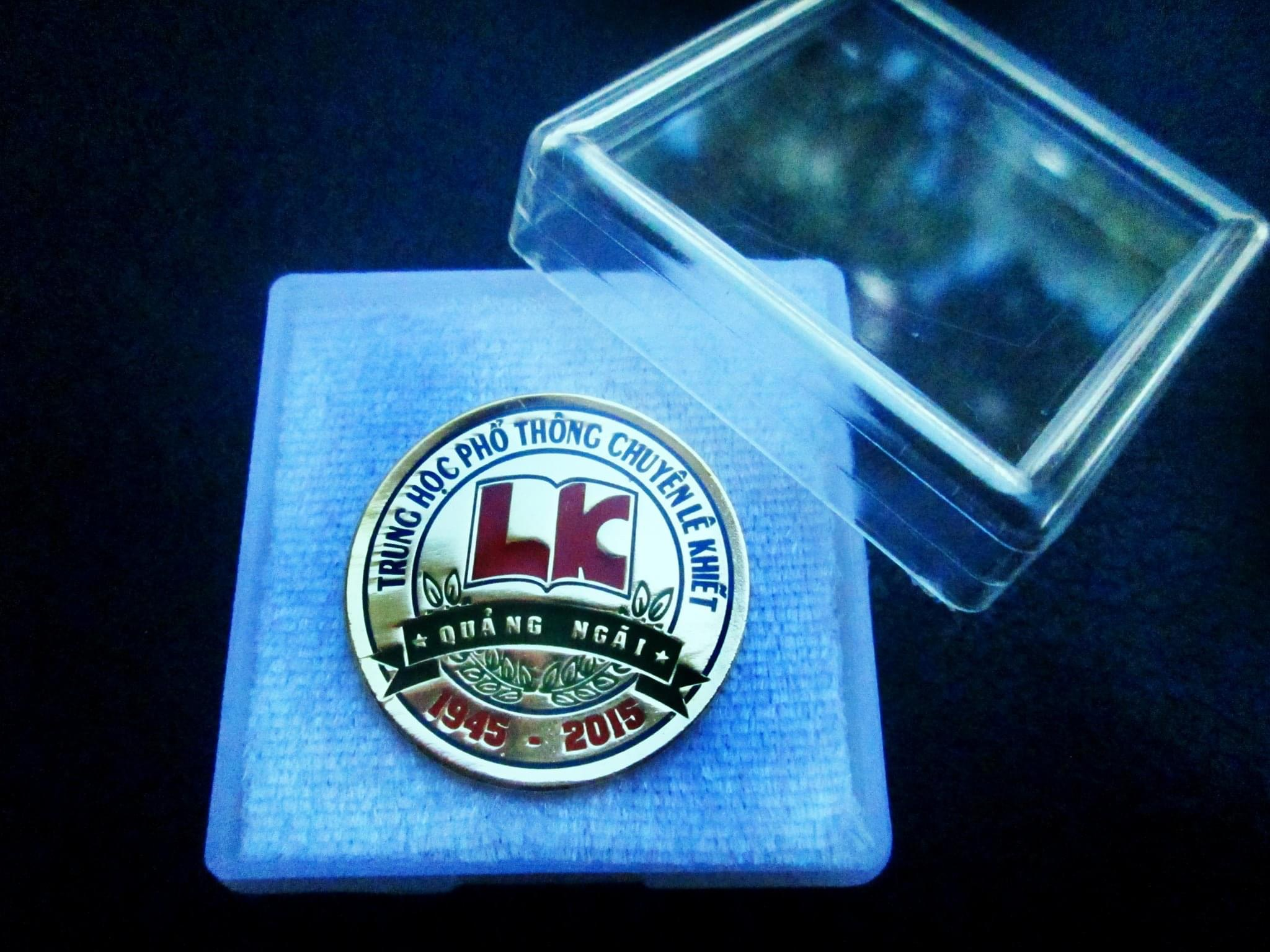
Huy hiệu Trường THPT Chuyên Lê Khiết

Trường được đặt tên theo cụ Lê Khiết (1857–1908) tên thật là Lê Tựu Khiết - vị quan Triều Nguyễn, hy sinh trong phong trào chống sưu thuế ở miền Trung Việt Nam năm 1908.

## Thành tích
Trong quá trình tồn tại của mình từ ngày tái lập, trường THPT Chuyên Lê Khiết đã đào tạo trên 8.000 học sinh tốt nghiệp THPT, trong số đó có trên 300 học sinh giỏi quốc gia, 03 học sinh giỏi quốc tế và khu vực, trên 400 học sinh giỏi Olympic 30/4. Số học sinh tốt nghiệp THPT đạt 100%, số học sinh trúng tuyển đại học tăng lên hàng năm luôn trên 90%, trong 3 năm qua trên 95%.

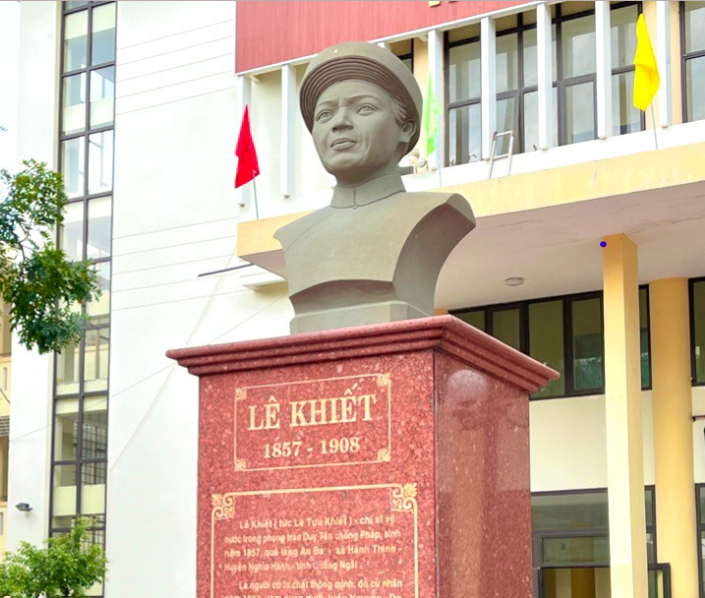
Tượng cụ Lê Khiết tại THPT Chuyên Lê Khiết

## Cựu học sinh tiêu biểu
- Trần Đức Lương, nguyên Chủ tịch nước Cộng hòa xã hội chủ nghĩa Việt Nam
- Phan Kỳ Phùng, nguyên Giám đốc Đại học Đà Nẵng
- Phan Thị Phi Phi, nhà hoạt động chất độc da cam
- Nguyên Ngọc, nhà văn quân đội, nhà hoạt động bất đồng chính kiến
- Trương Quang Lục, nhạc sĩ, tác giả của hơn 450 ca khúc
- Lê Viết Hà, quán quân Đường lên đỉnh Olympia năm thứ 7